# Bockfjorden
Bockfjorden is een fjord van het eiland Spitsbergen, dat deel uitmaakt van de Noorse eilandengroep Spitsbergen.
Het fjord is vernoemd naar de Duitse arctische ontdekkingsreiziger German Franz-Karl von Bock (1876-).

## Geografie
Het fjord is zuidwest-noordoost georiënteerd en maakt halverwege een knik vanuit het zuidoosten naar het noordwesten. Het fjord heeft een lengte van ongeveer acht kilometer. Ze mondt in het noordoosten uit in het fjord Woodfjord waarvan het een zijtak op de linkeroever is.
Het fjord ligt in het Haakon VII Land.
Op de zuidoever ligt de uitgedoofde vulkaan Sverrefjellet.